# Юнацька збірна Росії з футболу (U-16)
Юнацька збірна Росії з футболу (U-16) — національна футбольна збірна Росії, що складається із гравців віком до 16 років. Керівництво командою здійснює Російський футбольний союз. Збірна може брати участь у товариських і регіональних змаганнях.
Формує найближчий кадровий резерв для основної юнацької збірної, команди до 17 років, яка може кваліфікуватися на Юнацький чемпіонат Європи з футболу (U-17). До зміни формату юнацьких чемпіонатів Європи у 2001 році саме команда 16-річних функціонувала як одна з основних юнацьких збірних і боролася за право участі у відповідній континентальній юнацькій першості з футболу.